# اندونزی در المپیک تابستانی ۲۰۲۴
کاروان المپیکی اندونزی، یکی از کاروان‌های شرکت‌کننده در المپیک تابستانی ۲۰۲۴ بود. این دور از بازی‌ها، از ۲۶ ژوئیه تا ۱۱ اوت ۲۰۲۴ (۵ تا ۲۱ امرداد ۱۴۰۳ خورشیدی) به میزبانی پاریس، پایتخت فرانسه برگزار شد. اندونزی هفدهمین حضور خود در بازی‌های المپیک تابستانی را تجربه می‌کرد.
کاروان ورزشی اندونزی توانست این دور از بازی‌ها را با کسب سه مدال (دو طلا و یک برنز) به پایان برساند که این میزان، دو مدال کمتر از آنچه در المپیک ۲۰۲۰ توکیو کسب کرده بودند است. با این وجود، برای نخستین بار از سال ۱۹۹۲ بود که اندونزی دو مدال طلا کسب می‌کند. این دو مدال را ودریک لئوناردو در ماده سرعت ورزش سنگ‌نوردی و ریزکی جونیانسیا در وزنه‌برداری کسب کردند. هردو مدال، نخستین مدال‌های اندونزی در بخشی به جز بدمینتون بود. علیرغم کسب یک مدال برنز در بخش انفرادی زنان بدمینتون توسط   گریگوریا ماریسکا تونجونگ، نتیجه غیرقابل پیش‌بینی این دوره از مسابقات، ناکامی تیم بدمینتون اندونزی در کسب مدال طلا بود. این رخداد از المپیک ۱۹۹۲  تنها در المپیک ۲۰۱۲ لندن روی داده بود.

## مدال‌آوران
| مدال | ورزشکار                  | ورزش       | رویداد       | تاریخ |
| ---- | ------------------------ | ---------- | ------------ | ----- |
| طلا  | ودریک لئوناردو           | سنگ‌نوردی   | سرعت مردان   | ۸ اوت |
| طلا  | ریزکی جونیانسیا          | وزنه‌برداری | ۷۳ ک.گ مردان | ۸ اوت |
| برنز | گریگوریا ماریسکا تونجونگ | بدمینتون   | انفرادی زنان | ۵ اوت |

## شرکت‌کنندگان
ورزشکاران کاروان اندونزی در رشته‌های زیر به رقابت پرداختند.
| ورزش              | مردان | زنان | کل |
| ----------------- | ----- | ---- | -- |
| تیراندازی با کمان | ۱     | ۳    | ۴  |
| دو و میدانی       | ۱     | ۰    | ۱  |
| بدمینتون          | ۵     | ۴    | ۹  |
| دوچرخه‌سواری       | ۱     | ۰    | ۱  |
| ژیمناستیک         | ۰     | ۱    | ۱  |
| جودو              | ۰     | ۱    | ۱  |
| روئینگ            | ۱     | ۰    | ۱  |
| تیراندازی         | ۱     | ۰    | ۱  |
| سنگ‌نوردی          | ۲     | ۲    | ۴  |
| موج‌سواری          | ۱     | ۰    | ۱  |
| شنا               | ۱     | ۱    | ۲  |
| وزنه‌برداری        | ۲     | ۱    | ۳  |
| کل                | ۱۶    | ۱۳   | ۲۹ |